# Mistrzostwa Norwegii w Skokach Narciarskich 2019
Mistrzostwa Norwegii w Skokach Narciarskich 2019 – zawody mające na celu wyłonić mistrza Norwegii, które rozegrane zostały w dniach 5–6 i 15 stycznia oraz 30 marca 2019 w Trondheim i Oslo.
Konkurs kobiet na skoczni średniej Linderudkollen 5 stycznia wygrała Thea Minyan Bjørseth. Jej przewaga nad drugą Pernille Kvernmo wyniosła niespełna dziewięć punktów. Na najniższym stopniu podium stanęła Hanna Midtsundstad straciwszy do miejsca wyżej sześć dziesiątych punktu. W konkursie wystartowało dwanaście zawodniczek. 
Rozgrywany dzień później konkurs drużynowy kobiet na średnim obiekcie wygrała drużyna z Hedmark, którą reprezentowały Mathilde Oustad oraz Hanna Midtsundstad. Wywalczyły ponad sześćdziesiąt punktów przewagi nad drugim miejscem, które zajęła drużyna Telemark–Vestfold. Trzecia była ekipa z Buskerud. Ponadto wystąpiła jeszcze czwarta drużyna mieszana, która uzyskała najlepszy wynik Akershus–Trønderlag, nie została jednak sklasyfikowana. 
Rywalizację mężczyzn na skoczni dużej Granåsen w Trondheim 15 stycznia zwyciężył Andreas Stjernen wygrywając z pięciopunktową przewagą nad drugim Johannem André Forfangiem, Trzecie miejsce w konkursie zajął obrońca tytułu ze skoczni dużej z poprzedniego sezonu Robert Johansson. 
30 marca rozegrano zawody na skoczni normalnej Midtstubakken w Oslo. Mistrzostwo w kategorii mężczyzn wywalczył Thomas Aasen Markeng, który uzyskał dwudziestopunktową przewagę nad Robertem Johanssonem. Ex aequo z Johanssonem na drugim miejscu w konkursie sklasyfikowany został Halvor Egner Granerud. Czwarte miejsce ze stratą trzech punktów do podium zajął Robin Pedersen. Na starcie nie pojawili się Johann André Forfang oraz Marius Lindvik, którzy w poprzednich mistrzostwach zajęli kolejno drugie i trzecie miejsce na podium. Do zawodów przystąpiło trzydziestu jeden zawodników.
W rywalizacji kobiet mistrzostwo zdobyła Silje Opseth. Drugie miejsce zajęła Anna Odine Strøm, która straciła do triumfatorki zawodów trzydzieści punktów. Skład podium skompletowała z wynikiem o ponad trzydzieści punktów gorszym od miejsca wyżej uplasowana na trzeciej pozycji Ingebjørg Saglien Bråten. Do rywalizacji nie przystąpiła Maren Lundby. Sklasyfikowanych zostało dziewięć zawodniczek.
Konkurs drużynowy wygrała drużyna reprezentująca okręg Oppland w składzie: Andreas Granerud Buskum, Mats Bjerke Myhren, Robert Johansson (indywidualnie pierwsza nota zawodów) i Thomas Aasen Markeng. Łączna przewaga nad drugim miejscem wyniosła ponad sto punktów, a zajęła je pierwsza drużyna Akershus, gdzie indywidualnie najlepiej zaprezentował się Fredrik Villumstad. Na najniższym stopniu podium stanęli zawodnicy z Oslo straciwszy ponad sześćdziesiąt punktów do drugiego miejsca. Najlepszym z tej drużyny był skaczący w pierwszej grupie Richard Haukedal. Sklasyfikowanych zostało dziesięć zespołów.

## Wyniki

### Mężczyźni
| Msc. | Zawodnik                | Klub              | I seria | II seria | Punkty |
| ---- | ----------------------- | ----------------- | ------- | -------- | ------ |
| 1.   | Thomas Aasen Markeng    | Lensbygda SK      | 106,0 m | 103,0 m  | 263,0  |
| 2.   | Robert Johansson        | Søre Ål IL        | 97,0 m  | 101,0 m  | 243,0  |
| 2.   | Halvor Egner Granerud   | Asker SK          | 97,0 m  | 100,5 m  | 243,0  |
| 4.   | Robin Pedersen          | Stålkameratene IL | 94,5 m  | 101,0 m  | 240,0  |
| 5.   | Mats Bjerke Myhren      | Søre Ål IL        | 98,5 m  | 96,5 m   | 236,0  |
| 6.   | Andreas Granerud Buskum | Lensbygda SK      | 96,5 m  | 97,0 m   | 233,5  |
| 7.   | Anders Fannemel         | Hornidal IL       | 96,0 m  | 94,0 m   | 226,0  |
| 8.   | Oscar Westerheim        | Bækkelagets SK    | 94,0 m  | 95,0 m   | 220,0  |
| 9.   | Fredrik Villumstad      | Skimt KH          | 91,5 m  | 92,0 m   | 211,5  |
| 10.  | Anders Ladehaug         | Nordre Land IL    | 91,5 m  | 92,5 m   | 207,4  |
| ...  |                         |                   |         |          |        |

| Msc. | Zawodnik              | Klub              | I seria | II seria | Punkty |
| ---- | --------------------- | ----------------- | ------- | -------- | ------ |
| 1.   | Andreas Stjernen      | Sporva IL         | 138,5 m | 133,5 m  | 291,2  |
| 2.   | Johann André Forfang  | Tromsø SK         | 135,5 m | 134,0 m  | 286,2  |
| 3.   | Robert Johansson      | Søre Ål IL        | 141,0 m | 141,0 m  | 284,7  |
| 4.   | Halvor Egner Granerud | Asker SK          | 134,5 m | 132,0 m  | 280,3  |
| 5.   | Robin Pedersen        | Stålkameratene IL | 132,0 m | 124,5 m  | 258,8  |
| 6.   | Daniel-André Tande    | Kongsberg IF      | 129,5 m | 123,5 m  | 249,5  |
| 7.   | Anders Fannemel       | Hornidal IL       | 129,0 m | 124,5 m  | 247,9  |
| 8.   | Thomas Aasen Markeng  | Lensbygda SK      | 129,5 m | 122,0 m  | 246,8  |
| 9.   | Andreas Varsi Breivik | Tromsø SK         | 129,5 m | 124,0 m  | 243,4  |
| 10.  | Marius Lindvik        | Rælingen SK       | 124,0 m | 122,5 m  | 237,8  |
| ...  |                       |                   |         |          |        |

#### Konkurs drużynowy – HS106 – 30 marca 2019
| Miejsce | Region     | Zawodnik                  | Skok 1  | Skok 2  | Nota  | Punkty |
| ------- | ---------- | ------------------------- | ------- | ------- | ----- | ------ |
| 1.      | Oppland I  | Andreas Granerud Buskum   | 102,5 m | 97,0 m  | 245,5 | 1014,5 |
| 1.      | Oppland I  | Mats Bjerke Myhren        | 96,0 m  | 96,5 m  | 230,0 | 1014,5 |
| 1.      | Oppland I  | Robert Johansson          | 105,5 m | 108,5 m | 273,5 | 1014,5 |
| 1.      | Oppland I  | Thomas Aasen Markeng      | 107,5 m | 106,5 m | 265,5 | 1014,5 |
| 2.      | Akershus I | Matias Braathen           | 96,5 m  | 93,0 m  | 223,5 | 905,5  |
| 2.      | Akershus I | Christian Røste Solberg   | 92,5 m  | 88,0 m  | 202,0 | 905,5  |
| 2.      | Akershus I | Fredrik Villumstad        | 98,0 m  | 100,0 m | 242,0 | 905,5  |
| 2.      | Akershus I | Halvor Egner Granerud     | 98,5 m  | 96,5 m  | 238,0 | 905,5  |
| 3.      | Oslo       | Richard Haukedal          | 93,5 m  | 102,5 m | 233,0 | 843,0  |
| 3.      | Oslo       | Sander Vossan Eriksen     | 93,5 m  | 90,0 m  | 178,5 | 843,0  |
| 3.      | Oslo       | Kristoffer Eriksen Sundal | 89,0 m  | 93,0 m  | 206,5 | 843,0  |
| 3.      | Oslo       | Oscar Westerheim          | 98,0 m  | 93,5 m  | 225,0 | 843,0  |
| 4.      | Oppland II | Eirik Leander Fystro      | 90,0 m  | 93,5 m  | 208,0 | 820,5  |
| 4.      | Oppland II | Jonas Bratlien            | 90,0 m  | 99,0 m  | 220,5 | 820,5  |
| 4.      | Oppland II | Jesper Ødegaard           | 88,0 m  | 87,0 m  | 191,0 | 820,5  |
| 4.      | Oppland II | Anders Ladehaug           | 88,0 m  | 90,0 m  | 201,0 | 820,5  |
| 5.      | Buskerud   | Sølve Jokerud Strand      | 92,5 m  | 94,0 m  | 216,5 | 820,0  |
| 5.      | Buskerud   | Sivert Markeset           | 76,5 m  | 80,5 m  | 151,5 | 820,0  |
| 5.      | Buskerud   | Anders Håre               | 97,5 m  | 91,5 m  | 222,0 | 820,0  |
| 5.      | Buskerud   | Joacim Ødegård Bjøreng    | 96,5 m  | 94,5 m  | 230,0 | 820,0  |
| ...     |            |                           |         |         |       |        |

### Kobiety
| Msc. | Zawodniczka              | Klub            | I seria | II seria | Punkty |
| ---- | ------------------------ | --------------- | ------- | -------- | ------ |
| 1.   | Silje Opseth             | Holeværingen IL | 96,0 m  | 93,5 m   | 224,0  |
| 2.   | Anna Odine Strøm         | Alta IF         | 85,5 m  | 90,0 m   | 194,0  |
| 3.   | Ingebjørg Saglien Bråten | Etnedal SL      | 78,5 m  | 84,0 m   | 163,5  |
| 4.   | Karoline Røstad          | Skogn IL        | 78,5 m  | 77,5 m   | 150,0  |
| 5.   | Karoline Skatvedt        | Trøgstad SK     | 71,0 m  | 70,5 m   | 112,0  |
| 6.   | Eva Elise Johansen Amble | Ullensaker Hopp | 69,0 m  | 67,0 m   | 98,5   |
| 7.   | Heidi Dyhre Traaserud    | Heddal IL       | 61,5 m  | 61,0 m   | 71,0   |
| 8.   | Karoline Lauvsland       | Øvrebø IL       | 60,5 m  | 60,5 m   | 65,0   |
| 9.   | Astrid Louise Baarset    | Botne SK        | 56,0 m  | 56,5 m   | 47,0   |

| Msc. | Zawodniczka              | Klub            | I seria | II seria | Punkty |
| ---- | ------------------------ | --------------- | ------- | -------- | ------ |
| 1.   | Thea Minyan Bjørseth     | Lensbygda SK    | 68,5 m  | 67,0 m   | 217,6  |
| 2.   | Pernille Kvernmo         | Steinkjer SK    | 66,5 m  | 68,0 m   | 208,4  |
| 3.   | Hanna Midtsundstad       | Vaaler IF       | 66,5 m  | 67,5 m   | 207,8  |
| 4.   | Karoline Skatvedt        | Trøgstad SK     | 66,0 m  | 63,0 m   | 193,3  |
| 5.   | Karoline Lauvsland       | Øvrebø IL       | 62,0 m  | 65,0 m   | 179,4  |
| 6.   | Heidi Dyhre Traaserud    | Heddal IL       | 60,0 m  | 63,0 m   | 177,6  |
| 7.   | Mathilde Oustad          | Furnes SF       | 57,5 m  | 61,5 m   | 170,3  |
| 8.   | Eva Elise Johansen Amble | Ullensaker Hopp | 54,0 m  | 55,0 m   | 142,8  |
| 9.   | Ingrid Hordvik Kleven    | Kongsberg IF    | 53,5 m  | 54,5 m   | 140,1  |
| 10.  | Astrid Louise Baarset    | Botne SK        | 53,0 m  | 52,0 m   | 130,0  |
| ...  |                          |                 |         |          |        |

#### Konkurs drużynowy – HS78 – 6 stycznia 2019
| Miejsce | Region                              | Zawodniczka              | Skok 1 | Skok 2 | Nota  | Punkty |
| ------- | ----------------------------------- | ------------------------ | ------ | ------ | ----- | ------ |
| 1.      | Hedmark                             | Mathilde Oustad          | 67,0 m | 62,5 m | 189,9 | 378,3  |
| 1.      | Hedmark                             | Hanna Midtsundstad       | 65,0 m | 62,0 m | 188,4 | 378,3  |
| 2.      | Telemark–Vestfold                   | Astrid Louise Baarset    | 56,5 m | 53,5 m | 139,0 | 316,7  |
| 2.      | Telemark–Vestfold                   | Heidi Dyhre Traaserud    | 63,0 m | 60,5 m | 177,7 | 316,7  |
| 3.      | Buskerud                            | Frida Berger             | 48,0 m | 44,5 m | 100,5 | 240,2  |
| 3.      | Buskerud                            | Ingrid Hordvik Kleven    | 55,5 m | 53,0 m | 139,7 | 240,2  |
| –       | Drużyna mieszana Akershus–Trøndelag | Eva Elise Johansen Amble | 65,5 m | 59,0 m | 173,4 | 385,8  |
| –       | Drużyna mieszana Akershus–Trøndelag | Pernille Kvernmo         | 70,5 m | 69,0 m | 212,4 | 385,8  |